# Katastrophen-Kommando
Katastrophen-Kommando ist eine deutsche Punkrock-Band aus Dortmund.

## Geschichte
Katastrophen-Kommando gründete sich 2014 aus drei Schulfreunden. Bis auf das Schlagzeug besaßen sie fast kein Vorwissen in Hinblick auf die restlichen Instrumente. Bereits 2015 hatte die Band 15 Liveauftritte in Nordrhein-Westfalen sowie in Hamburg und Berlin.
Neben weiteren 20 Konzerten im Jahr 2016 erschien zudem auch in diesem Jahr die erste EP Wer nicht fragt, bleibt dumm!, aufgenommen im Burns Production Tonstudio.
Die Konzerte 2016 und die 14 Konzerte 2017 waren neben ihrem ersten Auftritt in Bayern größtenteils in Ruhrgebiet sowie dem Rheinland.
2019 kam das erste Album Das Leben ist bunt und granatenstark heraus, erstmals mit einem selbstorganisierten Releasekonzert im Jugendzentrum Hüweg in Essen. Bis zum Aufbruch der Covid-19-Pandemie 2020 veranstaltete die Band noch 33 Konzerte in ganz Deutschland. 2020 und 2021 gab es dann insgesamt nur 11 Konzerte. Die Band trat 2021 aber dem Label Dackelton Records bei unter dem 2022 das Album Für Euch erschien. Den Musikvertrieb übernahm von da an zudem Broken Silence aus Hamburg.
Zum zehnjährigen Jubiläum 2024 erschien das dritte Album Nettikettenschwindel. Im März 2024 gab es dazu das Releasekonzert zusammen Sinnfrei und Fluegge im Druckluft in Oberhausen. Auf dem Album erschienen nicht nur neue Songs, sondern auch ältere Stücke wie Allegro, Vogelscheuche sowie Fette Jahre, die neu aufgenommen worden sind.
Vorbilder der Band sind Wizo und die Ärzte.

## Diskografie

### Alben
- 2019: Das Leben ist bunt und granatenstark
- 2022: Für Euch
- 2024: Nettikettenschwindel

### Singles und EPs
- 2016: Wer nicht fragt, bleibt dumm!
- 2021: Vogelscheuche
- 2021: Fette Jahre (frisch eingefettet)
- 2022: Punkromanze
- 2022: Wie geht's, wie steht's?
- 2023: Immer
- 2023: Master of Spaß
- 2024: Optimismus Prime
- 2024: Kein Problem
- 2024: Zehn Plus X (10 Jahre KK)